# New England Revolution II
O New England Revolution II é um clube  americano de futebol profissional que joga na USL League One, a terceira divisão do futebol americano . O time é de propriedade e operado como o time reserva do clube da Major League Soccer, New England Revolution . A equipe joga no Estádio Gillette . A equipe foi anunciada como membro da USL League One em 9 de outubro de 2019.  

## História
Em 9 de outubro de 2019, a New England Revolution que iria possuir uma equipe reserva na USL League One que começaria a jogar na temporada 2020 e que jogaria no Gillette Stadium em Foxborough .  Em 25 de novembro de 2019, o clube anunciou seu primeiro gerente, Clint Peay . 